# Pulnoy
Pulnoy település Franciaországban, Meurthe-et-Moselle megyében. Lakosainak száma 5123 fő (2022. január 1.). Pulnoy Cerville, Essey-lès-Nancy, Laneuvelotte, Lenoncourt, Saulxures-lès-Nancy és Seichamps községekkel határos.

## Népesség
A település népességének változása:
| Lakosok száma | 901  | 3215 | 4031 | 4649 | 4393 | 4474 | 4962 | 5077 | 5135 | 5123 |
|               | 1968 | 1982 | 1990 | 2006 | 2013 | 2015 | 2017 | 2019 | 2020 | 2022 |